# Tyson Wahl
Tyson Wahl (Newport Beach, 23 februari 1984) is een Amerikaanse voetballer die bij voorkeur als verdediger speelt. Hij verruilde in 2013 Colorado Rapids voor Columbus Crew. 

## Clubcarrière
Wahl werd als negentiende in de tweede ronde van de MLS SuperDraft 2006 gekozen door Kansas City Wizards. In drie jaar bij de Wizards speelde hij in totaal tweeëndertig wedstrijden. Op 26 november 2008 vertrok hij via de MLS Expansion Draft 2008 naar Seattle Sounders. Op 26 juni 2011 scoorde Wahl met een vrije trap tegen New England Revolution zijn eerste MLS doelpunt. Op 23 november 2011 werd Wahl naar expansion team Montreal Impact gestuurd. Op 13 juli 2012 werd hij vervolgens naar Colorado Rapids gestuurd. Op 16 november 2012 werd Wahl van zijn contract bij Colorado ontbonden. Hij tekende vervolgens op 3 januari 2013 transfervrij bij Columbus Crew. 